# Jämthund
De jämthund of Zweedse elandhond is een hondenras dat afkomstig is uit Zweden. Het is een grote, sterke hond. Een volwassen reu is ongeveer 61 centimeter hoog, een volwassen teef ongeveer 56 centimeter.
De jämthund is genoemd naar het Zweedse landschap Jämtland. Het is een heel oud ras, het was al bekend bij de eerste bewoners van die streek en werd gebruikt voor de jacht en als sledehond. Het is het nationale hondenras van Zweden.
Akita ·
Amerikaanse akita ·
Alaska-malamute ·
Basenji ·
Canaänhond ·
Canadese eskimohond ·
Chowchow ·
Cirneco dell'Etna ·
Eurasiër ·
Europese sledehond ·
Faraohond ·
Finse lappenhond ·
Finse spits ·
Groenlandse hond ·
Hokkaido ·
IJslandse hond ·
Jämthund ·
Japanse spits ·
Kai ·
Karelische berenhond ·
Keeshond ·
Kintamanihond ·
Kishu ·
Koreaanse jindohond ·
Lapinporokoira ·
Mexicaanse naakthond ·
Noorse buhund ·
Noorse elandhond ·
Noorse lundehond ·
Norrbottenspets ·
Oost-Siberische laika ·
Peruaanse naakthond ·
Podenco canario ·
Podenco ibicenco ·
Podengo Português ·
Russisch-Europese laika ·
Samojeed ·
Shiba ·
Shikoku ·
Siberische husky ·
Taiwandog ·
Thai Bangkaew Dog ·
Thai ridgebackdog ·
Västgötaspets ·
Volpino italiano ·
Westsiberische laika ·
Yakut laika ·
Zweedse lappenhond